# Šereševski
Šereševski je priimek več oseb:
- Jakov Ignatevič Šereševski, sovjetski general
- Solomon V. Šereševski, ruski novinar